# Orubesa athleta
Orubesa athleta är en skalbaggsart som beskrevs av Semenov 1895. Orubesa athleta ingår i släktet Orubesa och familjen Hybosoridae. Inga underarter finns listade i Catalogue of Life.

## Bildgalleri

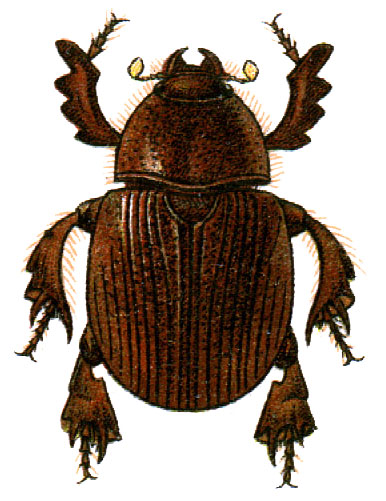